# 발효 식품

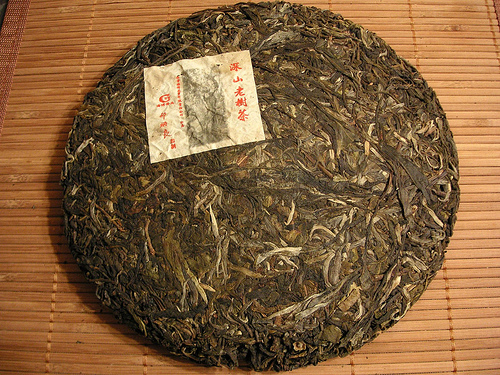

발효 식품 (醱酵食品). 발효는 인간의 음식 조리 방법으로 널리 활용되는 기술이며, 인간이 먹는 음식의 3분의 1은 발효된 음식이다.
음식 내 유익균종이 우점되면 유해균 종 (부패균)의 생성 및 증식이 방지되어 보관 기간이 늘어 나고, 유산균의 생리 활동 결과로 소화용이성과 풍미가 개선되고 간혹 건강 증진에 도움이 되는 물질이 생성되는 균종도 있는 등 여러 효과가 있기에 인류는 유목 시절부터 여러 가지 발효 음식을 활용해왔다.
김치, 매실, 자우어크라우트 (양배추를 발효한 독일 음식), 장류(간장, 된장, 고추장)를 비롯하여 청주, 맥주, 포도주, 소주 등의 각종 주류, 식초, 낫토, 빵, 치즈, 요구르트, 젓갈, 과메기 등이 발효

## 같이 보기
- 소금물절이
- 염지
- 초절이